# Йорг Брей Старший

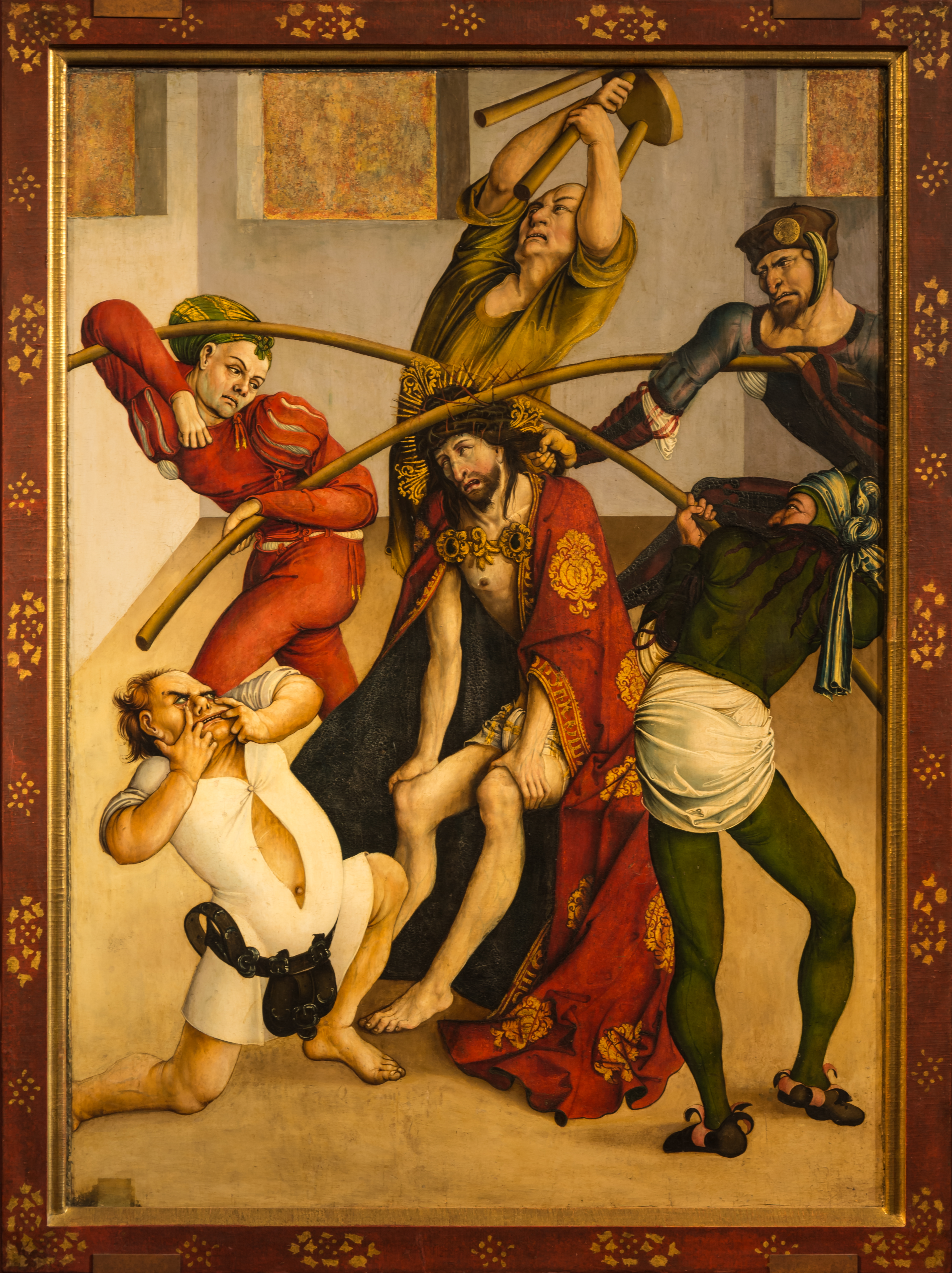
Christ Crowned With Thorns

Йорг Брей Старший (нім. Jörg Breu der Ältere, англ. Jörg Breu the Elder, близько 1475/1480 рр., Аугсбург — 1537, Аугсбург) — художник і гравер, представник Дунайської школи живопису.

## Біографія
Йорг Брей Старший народився близько 1475/1480 рр. у родині сином ткача. Подорожував до Австрії в 1500—1502 роках, створив там кілька вівтарів, такі як Мелькський вівтар (1502). Повернувся в Аугсбург в 1502 році, де отримав звання майстра. Двічі подорожував в Італію: близько 1508 року, і в 1514/15.В кінці XIX — початку XX століття на сторінках «Енциклопедичного словника Брокгауза і Ефрона» говорилося, що "зразком для нього служив Бургкмайр", а також що його полотна «відрізняються ясністю колориту і граційністю форм».
Після смерті Йорга Брея Старшого його син, Йорг Брей Молодший, продовжив роботу в майстерні батька до своєї смерті 10 років по тому.

## Творчість
Для картин Йорга Брея Старшого характерний чіткий колорит і витонченість форм. Відомі його полотна:
- Молитва св. Бернхард для хорошого врожаю (від «Вівтаря Бернарда»), деревина, 71 × 73 см, без підпису, 1500, Нижня Австрія
- Вівтар Аггсбаха, крило III, спереду: обрізання Христа, дерево, 80 × 127 см, 1501
- Вівтар Аггсбаха, крило IV, спинка: хрестоподібна, деревина, 91 × 129 см, 1501
- Вівтар Аггсбаха, крило IV, аверс: Поклоніння волхвів, дерево, 91 × 129 см, 1501
- Вівтар Аггсбаха, частина: Втеча в Єгипет, дерево, 92 × 128 см, 1501
- Вівтар Мелкера, Бреу та Шюлер, датований приблизно 1500—1502 рр., музей Мельбатське абатство, Нижня Австрія
- Перемога Сціпіона над Ганнібалом, Мюнхенський Пінакотек
- Прощання з апостолом, підписане, 1514 р., Муніципальні художні колекції Аугсбург
- Мадонна в залі, приписувана близько 1515 року, Паломницька церква Ауфхаузен, Верхній Пфальц
- Поклоніння волхвів 1518 року, Кобленц, музей Міттелрейна
- Мадонна, музей м. Відень
- Поклоніння волхвів, дерево, 160 × 80 см, 1518 рік
- Пекло, дерево, 116 × 34 см
- Корона з шипами, дерево, 134 × 95 см, 1502
- Знущання над Христом, без підпису від 1522 р., Муніципальні колекції мистецтв Аугсбурга
- Прощання з апостолом, підписане, 1514 р., Муніципальні художні колекції Аугсбург
- Вівтар Урсули, 1522/27 рр., Картинна галерея старих майстрів, Державні художні колекції Дрездена
- Історія Лукреція, 1528 р.
- Битва при Замі, 1530 р.
- Сент-Люсія, не датований.
- Останнє рішення, Ландсхут
- Чотири «місячні картини Аугсбурга», ймовірно, з майстерні Бреу, близько 1531 р., Німецький історичний музей, Берлін
- Епітафія Мейтінга, вписана на декоративній рамі, близько 1534 р., Церква св. Анни, Аугсбург

## Галерея

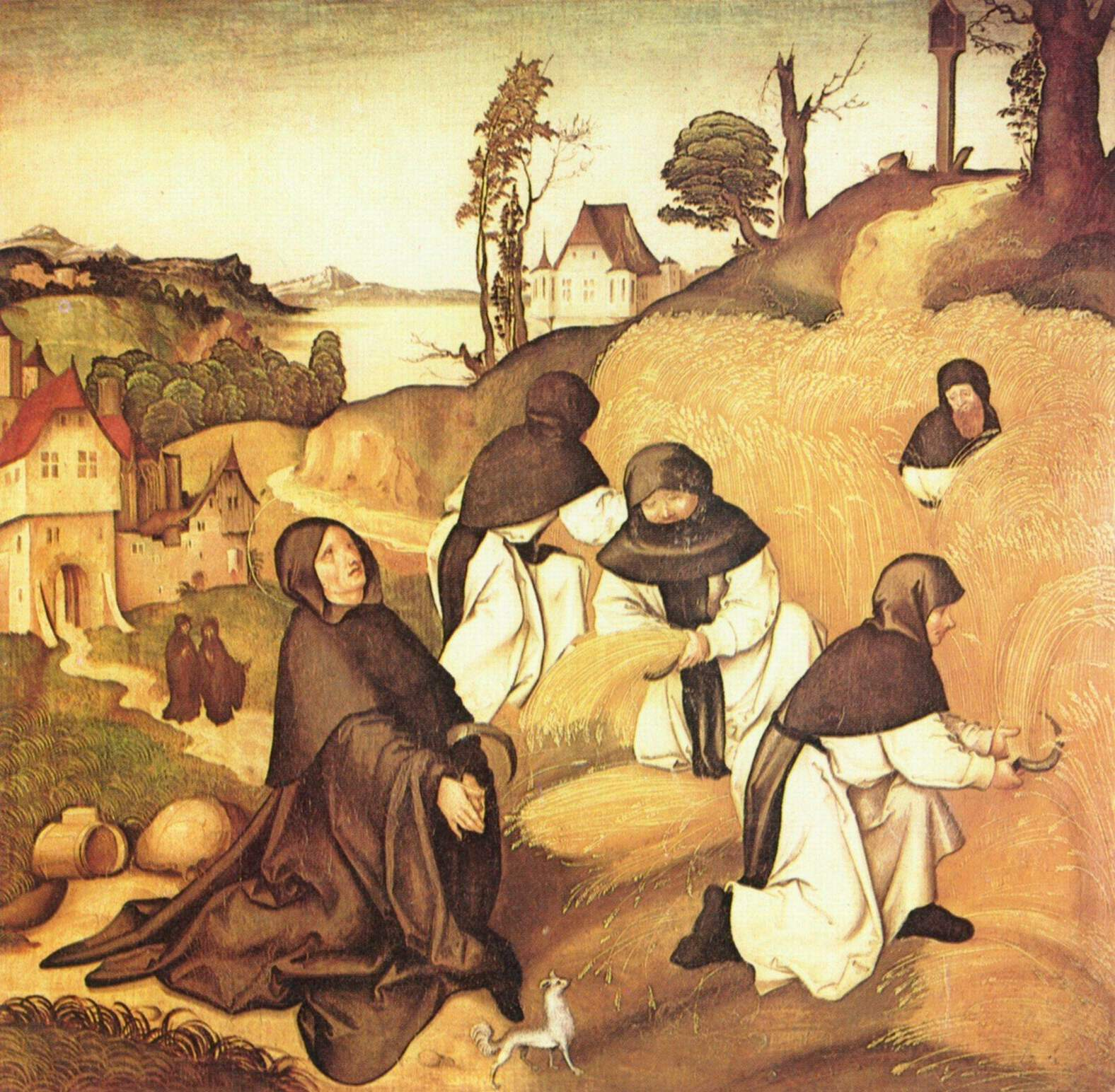
Сцени з життя    св. Бернарда, Алтар св. Бернарда (1500,  Цветтль-на-Родлі, монастир)
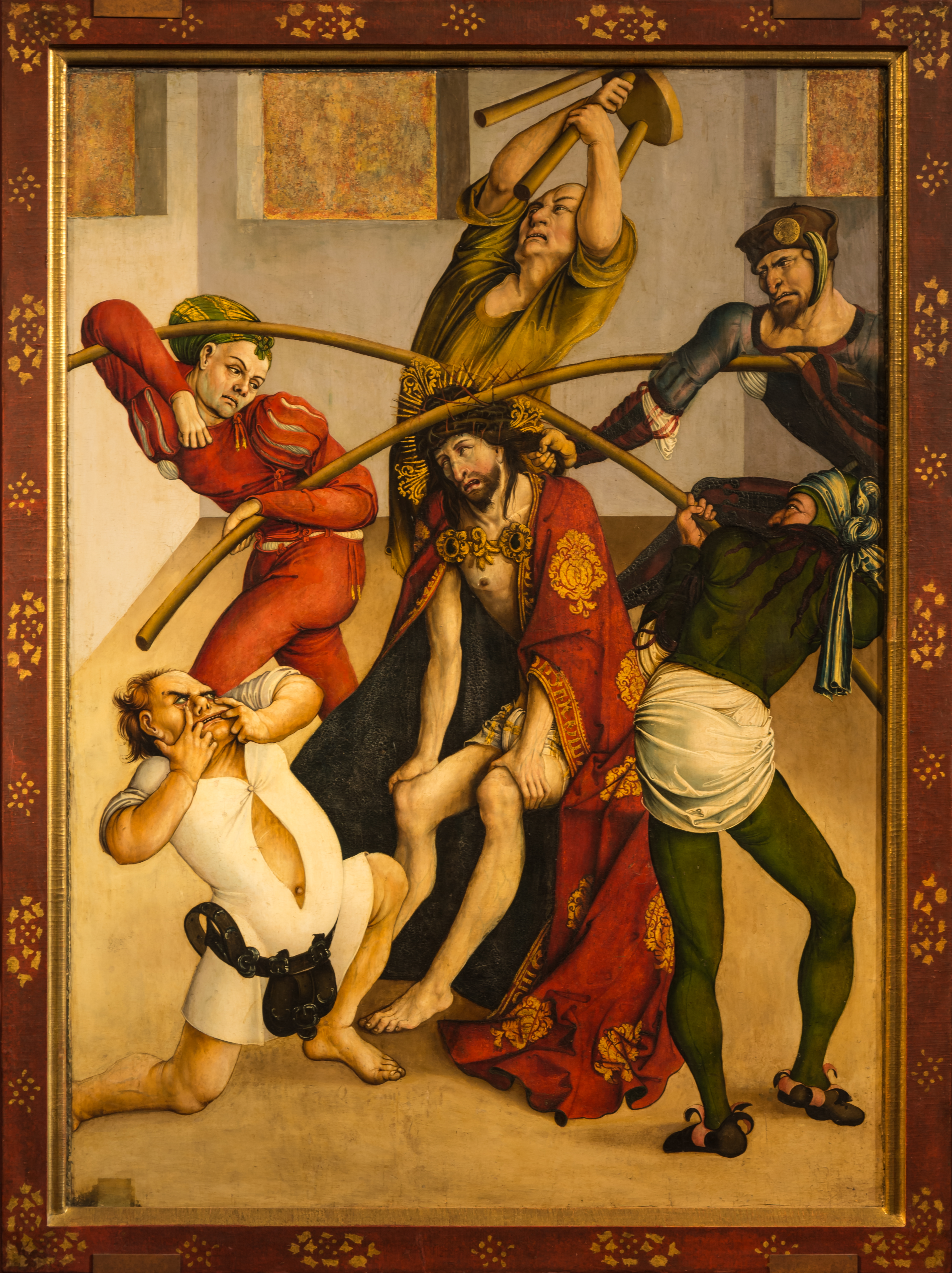
Вінчання Христа терновим вінком (1502)
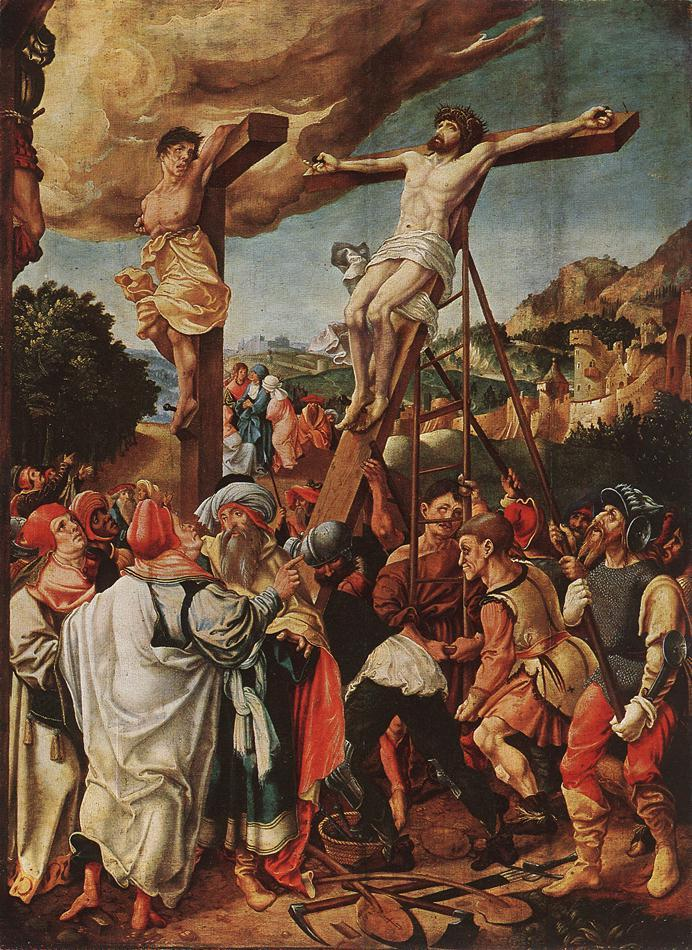
Розп'яття (1524, Будапешт)